# Kwanta Uraipan
Kwanta Uraipan – tajska zapaśniczka walcząca w stylu wolnym. Brązowa medalistka igrzysk Azji Południowo-Wschodniej w 2007 roku.